# Air Supply
Air Supply er en soft rock-duo, der blev dannet i Melbourne, Australien, i 1975. Den består af englænderen Graham Russell (vokal, guitar) og australieren Russell Hitchcock (vokal).
De havde en række internationale hits inklsuive otte top-5 hits på den amerikanske Billboard Hot 100; "Lost in Love" (1979), "All Out of Love", "Every Woman in the World" (both 1980), "The One That You Love", "Here I Am" (both 1981), "Sweet Dreams", "Even the Nights Are Better" (begge i 1982) og "Making Love Out of Nothing at All" (1983).
I australien havde de fire top-10 hits med "Love and Other Bruises" (1976), "All Out of Love", "Every Woman in the World" og "The One That You Love".
Deres højeste placerede studiealbum, The One That You Love (1981) nåede tiendepladsen i både Australien og USA. Gruppen, der flyttede til Los Angeles i 1970'erne, har inkluderet mange medlemmer med Hitchcock og Russell som kernemedlemmer. Australian Recording Industry Association (ARIA) instrev Air Supply i deres Hall of Fame d. 1. december 2013, ved deres årlig ARIA Awards.

## Medlemmer
Nuværende medlemmer
- Russell Hitchcock – forsanger (1975–nu)
- Graham Russell – forsanger, akustisk og rytmeguitar (1975–nu)
- Aaron McLain - leadguitarist, musikalsk instruktør (2011–nu)
- Mirko Tessandori - keyboards (2016–nu)
- Doug Gild - basguitar (2017–nu)
- Pavel Valdman - trommer (2020–nu)

Tidligere medlemmer
- Chrissie Hammond – co-lead vocals (1975)
- Jeremy Paul – basguitar, co-lead and baggrundsvokal(1975–1977)
- Mark McEntee – leadguitar (1976)
- Jeff Browne – trommer (1976)
- Adrian Scott – keyboards (1976–1977)
- Brenton White – leadguitar (1977)
- Rex Goh – leadguitar (1977, 1981–1983, 1997)
- Nigel Macara – trommer (1977–1978)
- Robin Le Mesurier – leadguitar (1977)
- Joey Carbone – keyboards, clavinet (1977)[1]
- Howard Sukimoto – basguitar (1977)
- Ken Francis – leadguitar (1978)
- Tim Gaze – leadguitar (1978)
- Bill Putt – basguitar (1978)
- Rick Mellick – keyboards (1978)
- Brian Hamilton – vocals, basguitar (1978–1979)
- David Moyse – leadguitar, baggrundsvokal(1978–1983)
- Ralph Cooper – trommer, percussion (1978–1983, 1983–1988, 1991–1993)
- Jamie Rogers – basguitar (1979)
- Criston Barker – basguitar, baggrundsvokal(1979–1980)
- David Green – basguitar, baggrundsvokal(1980–1983)
- Frank Esler-Smith – keyboards (1981–1983, 1983–1986, died 1991)
- Don Cromwell – basguitar, baggrundsvokal(1983–1987)
- Ken Rarick – keyboards (1983–1986)
- Wally Stocker – leadguitar (1985–1986)
- Robin Swensen – keyboards, baggrundsvokal(1986–1988)
- Greg Hilfman – keyboards, baggrundsvokal(1986–1988)
- Tim Godwin – leadguitar, baggrundsvokal(1986–1987)
- Jimmy Haun – leadguitar (1987–1993, 2001)
- Larry Antonino – basguitar (1988–1994, 1997, 2000–2001)
- Michael Sherwood – keyboards, baggrundsvokal(1988–1994, 1997)
- David Young – keyboards (1988–1993)
- Guy Allison – keyboards (1990–1995, 1997)
- Cliff Rehrig – basguitar (1992–2000)
- Michael Thompson – leadguitar (1992–1994)
- Mark Williams – trommer (1992–2002)
- Hans Zermuehlen – keyboards (1993–1994)
- Billy Sherwood – bass, vocals (1993–1994)
- Jed Moss – piano (1995–2009)
- Christopher Pellani – percussion, baggrundsvokal(1997, 1999)
- Jonni Lightfoot – bass (2001–2016)
- Mike Zerbe – trommer (2002–2011)
- Amir Efrat – keyboards (2009–2016)
- Christian Nesmith – leadguitar (2010–2011)
- CJ Burton – trommer (2009–2013)[2]
- Tiki Pasillas – trommer (2012–2014)
- Aviv Cohen – trommer (2014–2020)
- Derek Frank – basguitar (2016–2017)

## Diskografi
- Air Supply (1976)
- The Whole Thing's Started (1977)
- Love & Other Bruises (1977)
- Life Support (1979)
- Lost in Love (1980)
- The One That You Love (1981)
- Now and Forever (1982)
- Air Supply (1985)
- Hearts in Motion (1986)
- The Christmas Album (1987)
- The Earth Is ... (1991)
- The Vanishing Race (1993)
- News from Nowhere (1995)
- The Book of Love (1997)
- Yours Truly (2001)
- Across the Concrete Sky (2003)
- Mumbo Jumbo (2010)

## Turnéer
- The Power of Love World Tour (1985)
- The Earth Is...World Tour (1991)
- Always World Tour (1995)
- From the Heart Tour (2008)
- 40th Anniversary Tour (2016)
- The Lost in Love Experience (2019)